# Stazione di Remedello Sopra
Stazione di Remedello Sopra vasútállomás Olaszországban, Lombardia régióban, Remedello településen.

## Vasútvonalak
Az állomást az alábbi vasútvonalak érintik:
- Brescia–Parma-vasútvonal

## Kapcsolódó állomások
A vasútállomáshoz az alábbi állomások vannak a legközelebb:
- Stazione di Remedello Sotto
- Stazione di Visano